# Chìa khóa ô tô
Chìa khóa ô tô hiện tại bao gồm các loại chìa khóa: chìa khóa từ, chìa khóa remote (smartkey), chìa khóa cơ.

## Chìa khóa cơ
Ổ khóa cơ của khóa bao gồm các bi chốt khóa là phần tạo nên sự chắc chắn của ổ khóa. Chìa khóa thông thường làm bằng kim loại sử dụng các răng nhỏ đút vào ổ khóa để mở.
Nhược điểm của loại khóa này là sử dụng chìa khóa cơ gây khó khăn cho người sử dụng trong trường hợp sử dụng nhiều chìa khóa một lúc, nhất là khi các chìa có hình dáng gần giống nhau. Ngoài ra việc phải đem theo chìa khóa bên mình cũng rất khó chịu so với dùng các loại khóa hiện đại như khóa vân tay,...

## Chìa khóa từ
Khóa từ hay khóa thẻ từ là loại khóa có một ổ khóa bằng kim loại (có lõi từ tính bên trong), chìa khóa là thẻ có hình dáng giống như thẻ tín dụng được làm bằng chất liệu đặc biệt. Trong thẻ được thiết kế ngầm các chíp nhiễm từ không nhìn thấy bằng mắt thường. Khi mở hoặc đóng cửa người dùng chỉ cần quẹt thẻ lên ô cảm ứng từ hoặc đút thẻ vào khe cắm thẻ là có thể mở cửa.
Ưu điểm của khóa thẻ từ sử dụng pin chữ A, lượng điện năng tiêu thụ thấp, có thể dùng nguồn ngoài để mở cửa khi cửa hết pin. Về cấu tạo khóa thẻ từ có cấu trúc lõi từ ngầm bên trong ổ khóa, mỗi cấu trúc là một tổ hợp hình học của 28 trong 41 lõi từ.

## Chìa khóa Thông minh
Chìa khóa thông minh: Chìa khóa smartkey
Chìa khóa điều khiển từ xa (hay còn gọi là chìa khóa thông minh) là một loại chìa khóa điện tử sử dụng chức năng mở từ phía xa. Loại chìa khóa này thường là các chìa khóa xe hơi, xe đạp điện, v.v. Chìa khóa điều khiển từ xa được cho là vượt trội so với chìa khóa thông thường vì độ an toàn và chống trộm cao hơn. Nó lần đầu tiên được phát triển bởi Siemens vào năm 1995 và được giới thiệu bởi Mercedes-Benz dưới tên "Key-less Go" vào năm 1998 trên W220 S-Class sau bằng sáng chế thiết kế của Daimler-Benz vào ngày 17 tháng 5, năm 1997.